# Draconinae
Sous-famille
Les Draconinae sont une sous-famille de sauriens de la famille des Agamidae.

## Répartition
Les espèces de cette sous-famille se rencontrent en Asie du Sud-Est, en Asie du Sud et en Asie de l'Est.

## Liste des genres
Selon The Reptile Database (13 mai 2016) :
- Acanthosaura Ahl, 1926
- Aphaniotis Peters, 1864
- Bronchocela Kaup, 1827
- Calotes Cuvier, 1817
- Ceratophora Gray, 1834
- Complicitus Manthey & Grossmann, 1997
- Cophotis Peters, 1861
- Coryphophylax Blyth, 1860
- Dendragama Doria, 1888
- Draco Linnaeus, 1758
- Gonocephalus Kaup, 1825
- Harpesaurus Boulenger, 1885
- Hypsicalotes Manthey & Denzer, 2000
- Japalura Gray, 1853
- Lophocalotes Günther, 1873
- Lyriocephalus Merrem, 1820
- Malayodracon Denzer, Manthey, Mahlow & Böhme, 2015
- Mantheyus Ananjeva & Stuart, 2001
- Oriocalotes Günther, 1864
- Otocryptis Wagler, 1830
- Phoxophrys Hubrecht, 1881
- Psammophilus Fitzinger, 1843
- Pseudocalotes Fitzinger, 1843
- Pseudocophotis Manthey & Grossmann, 1997
- Ptyctolaemus Peters, 1865
- Salea Gray, 1845
- Sarada Deepak, Karanth & Giri, 2016
- Sitana Cuvier, 1829
- Thaumatorhynchus Parker, 1924

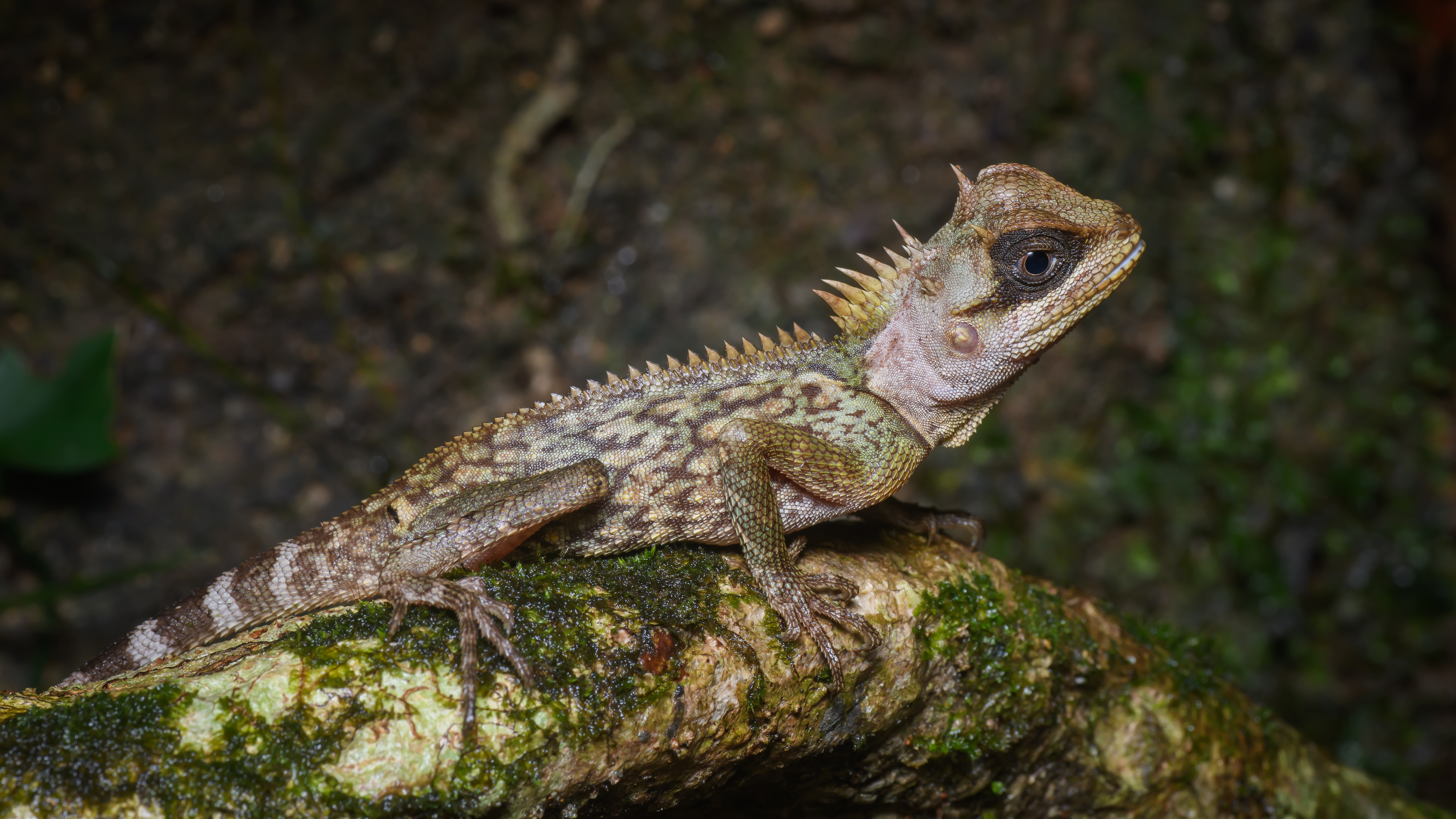
Acanthosaura cardamomensis
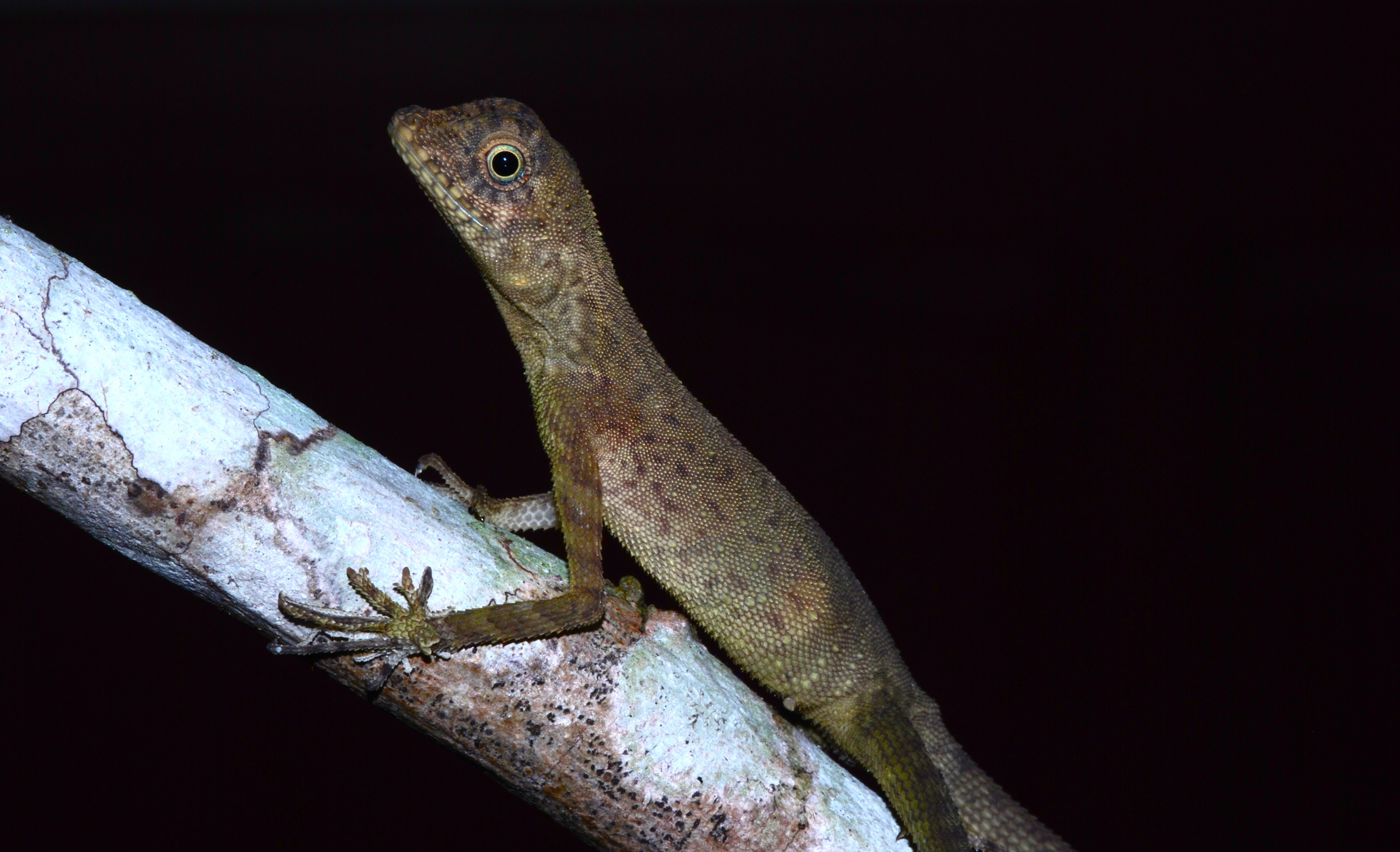
Aphaniotis fusca
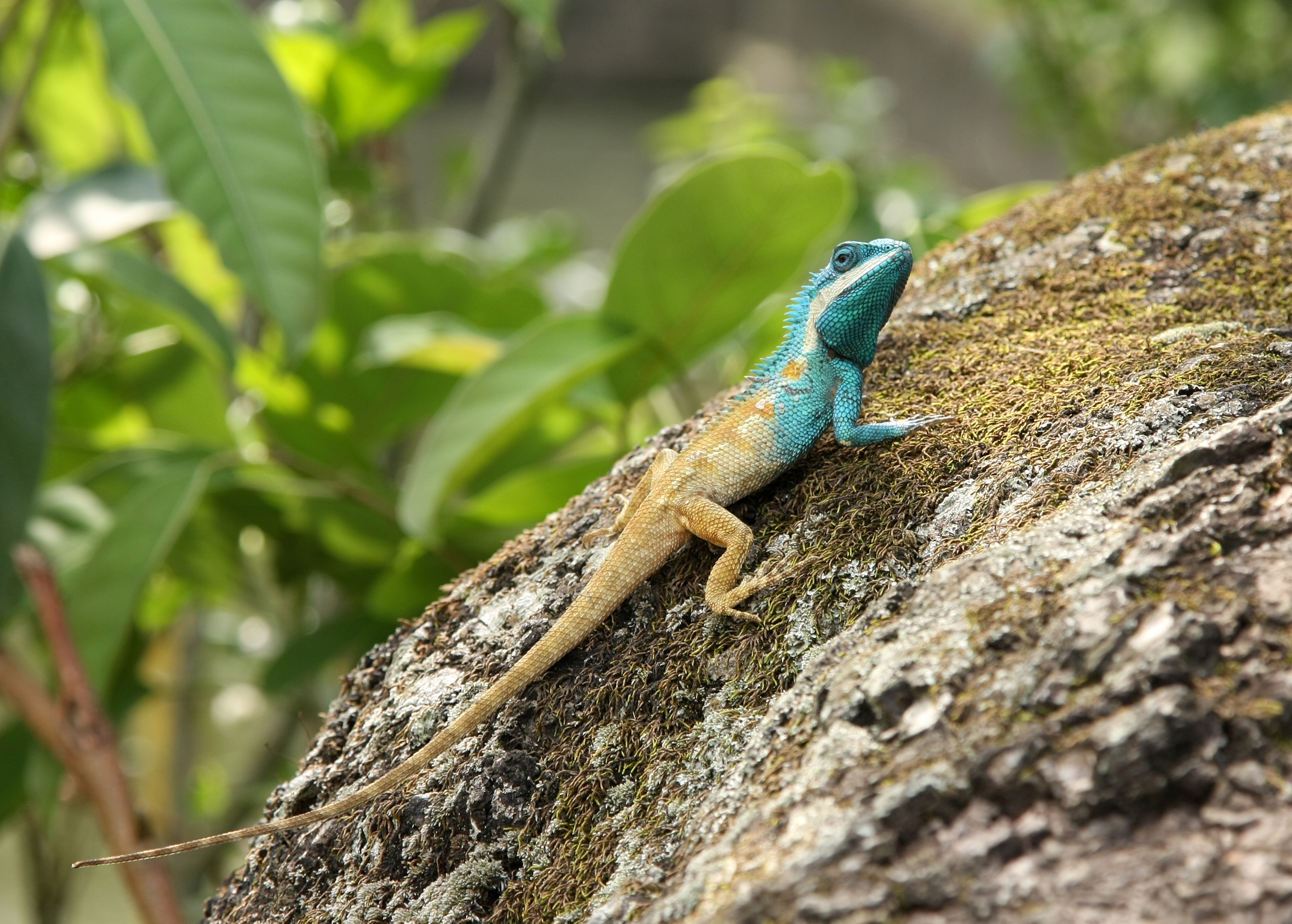
Calotes mystaceus
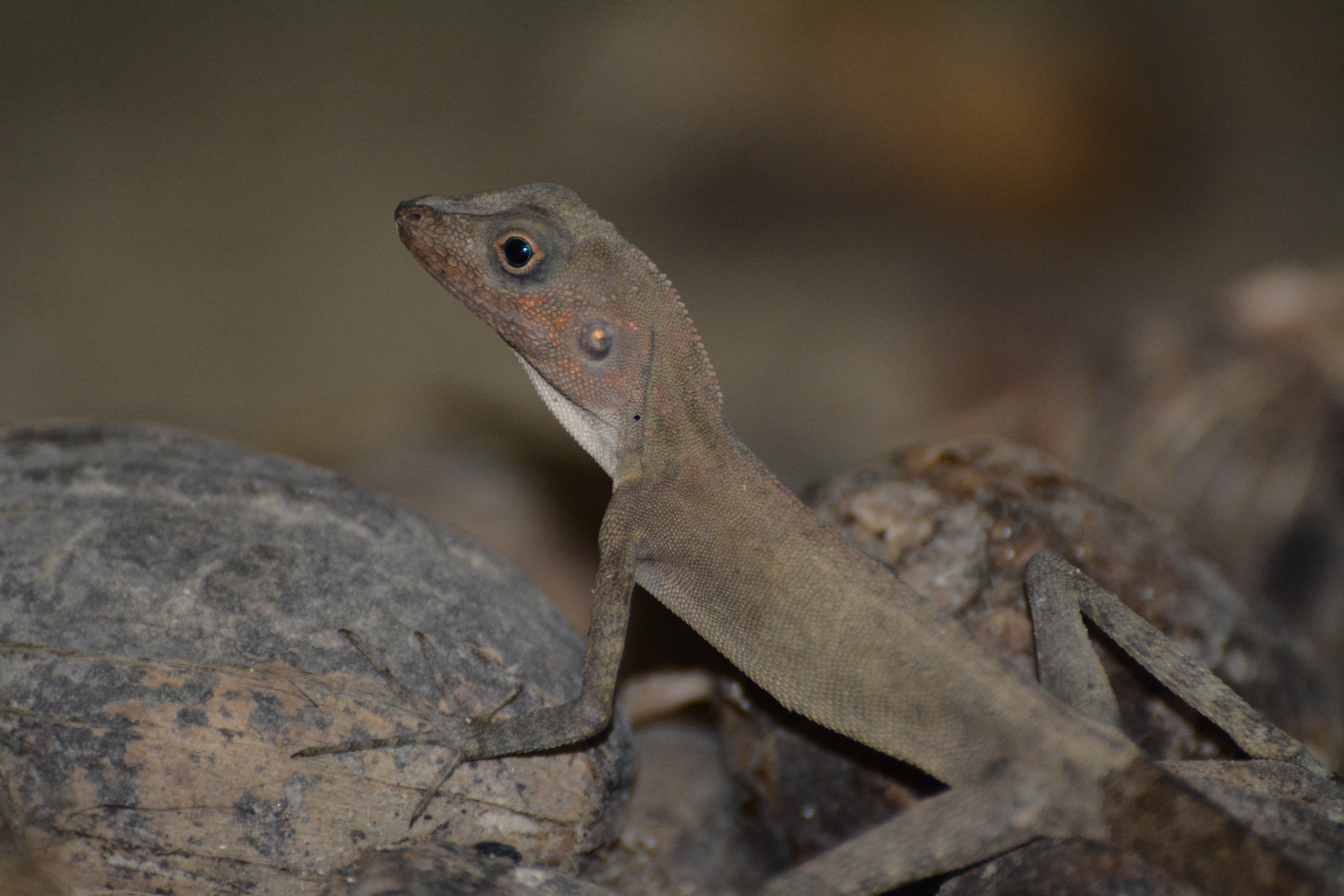
Coryphophylax subcristatus
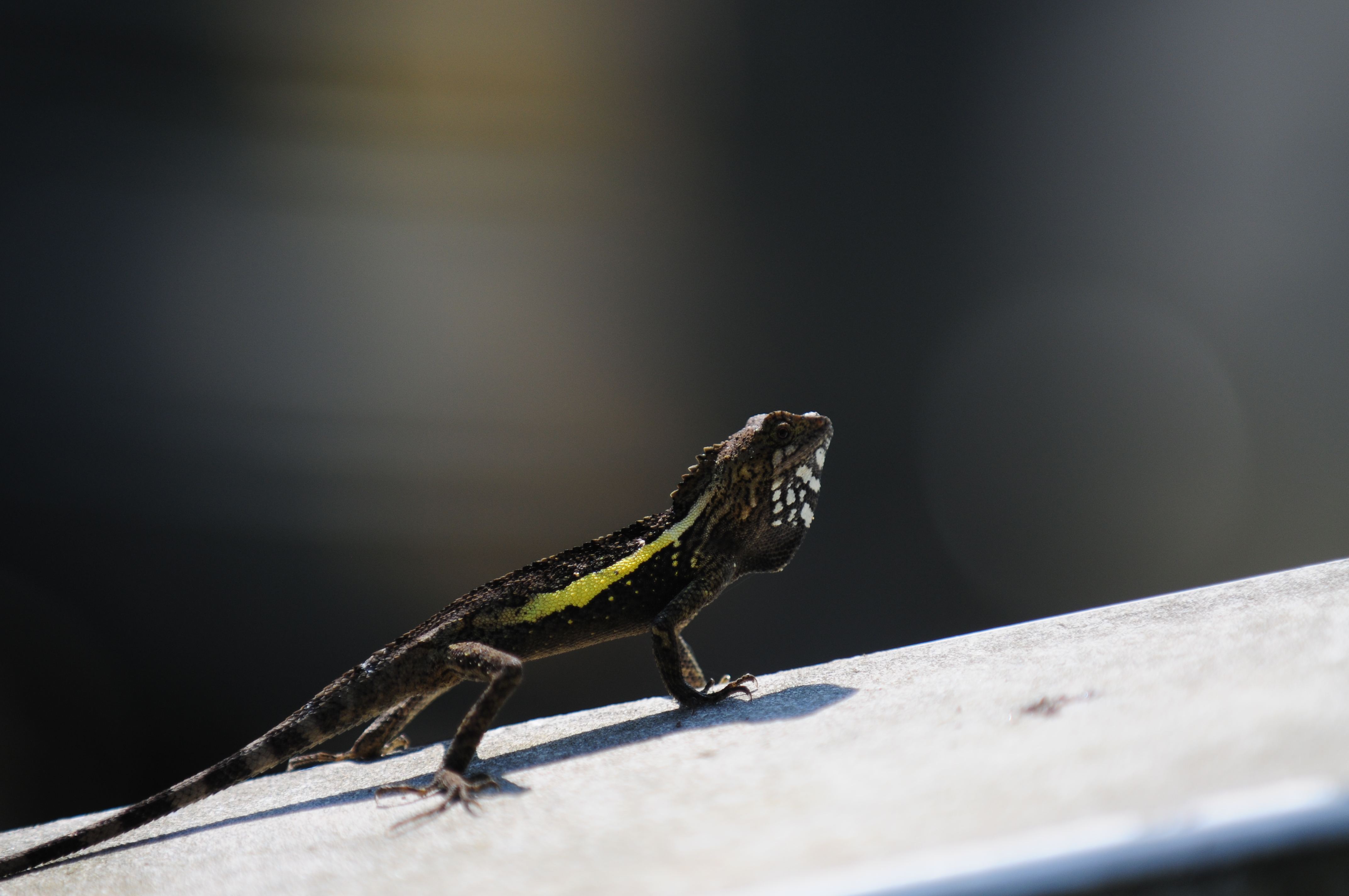
Diploderma swinhonis
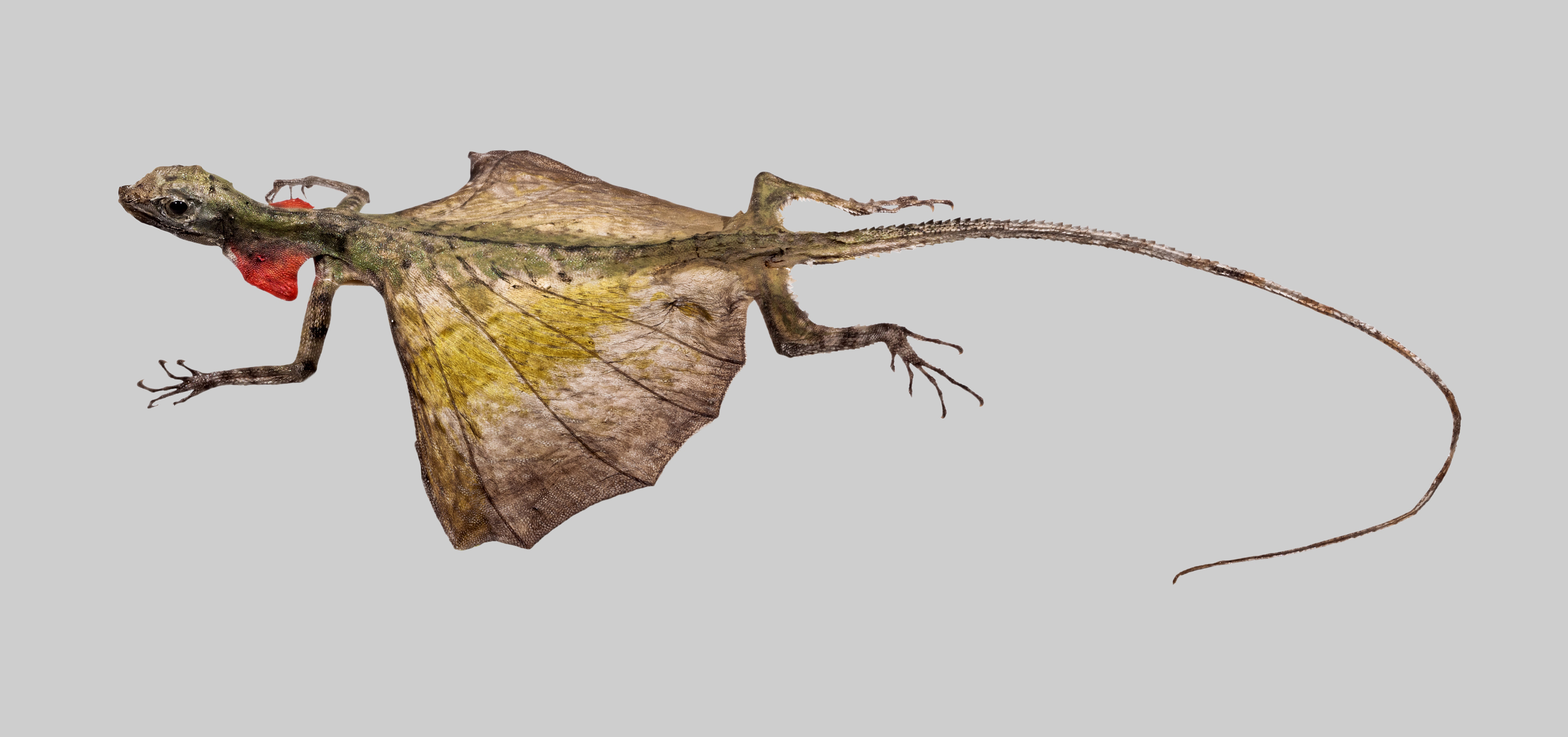
Draco volans
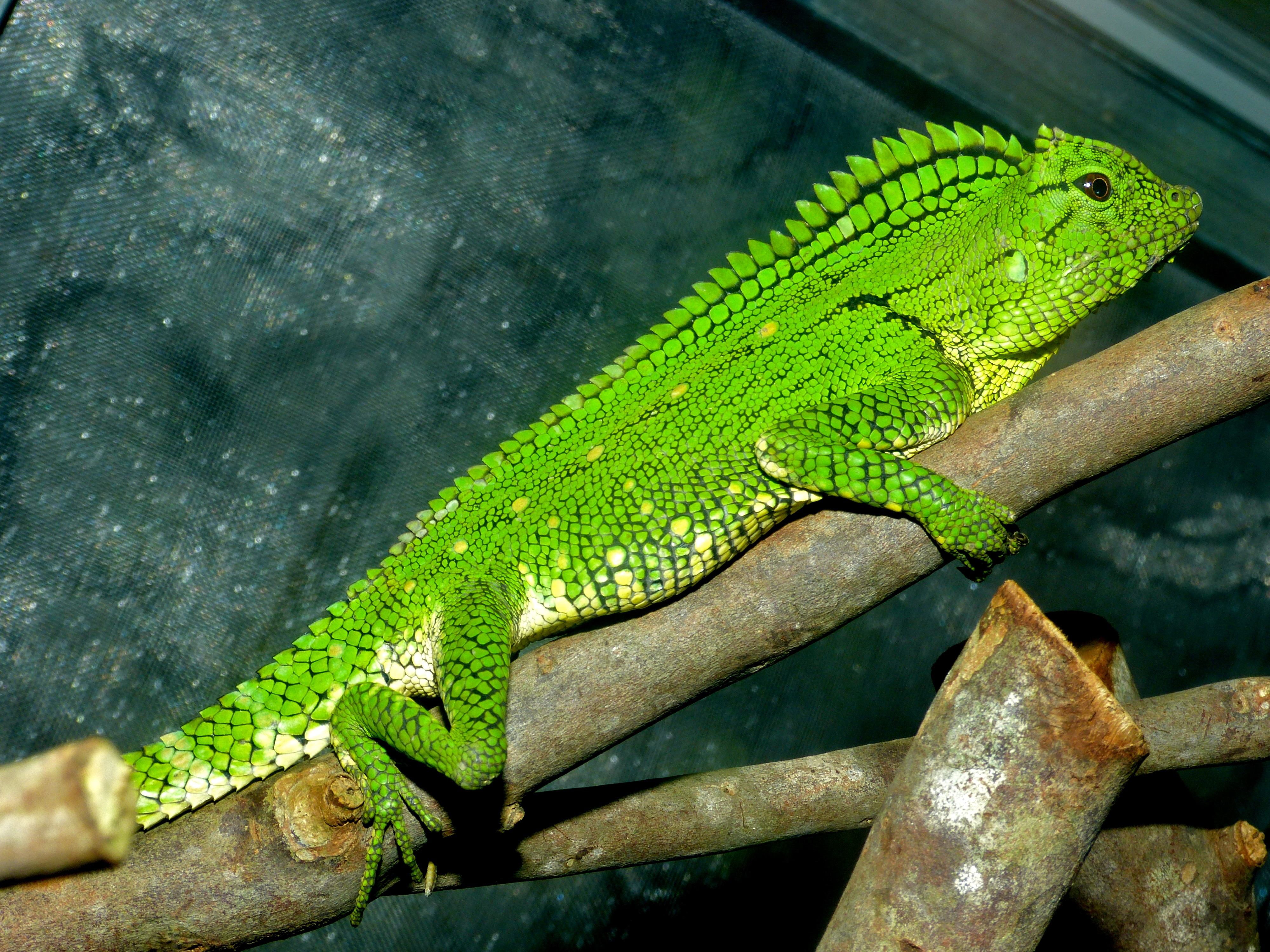
Gonocephalus abbotti
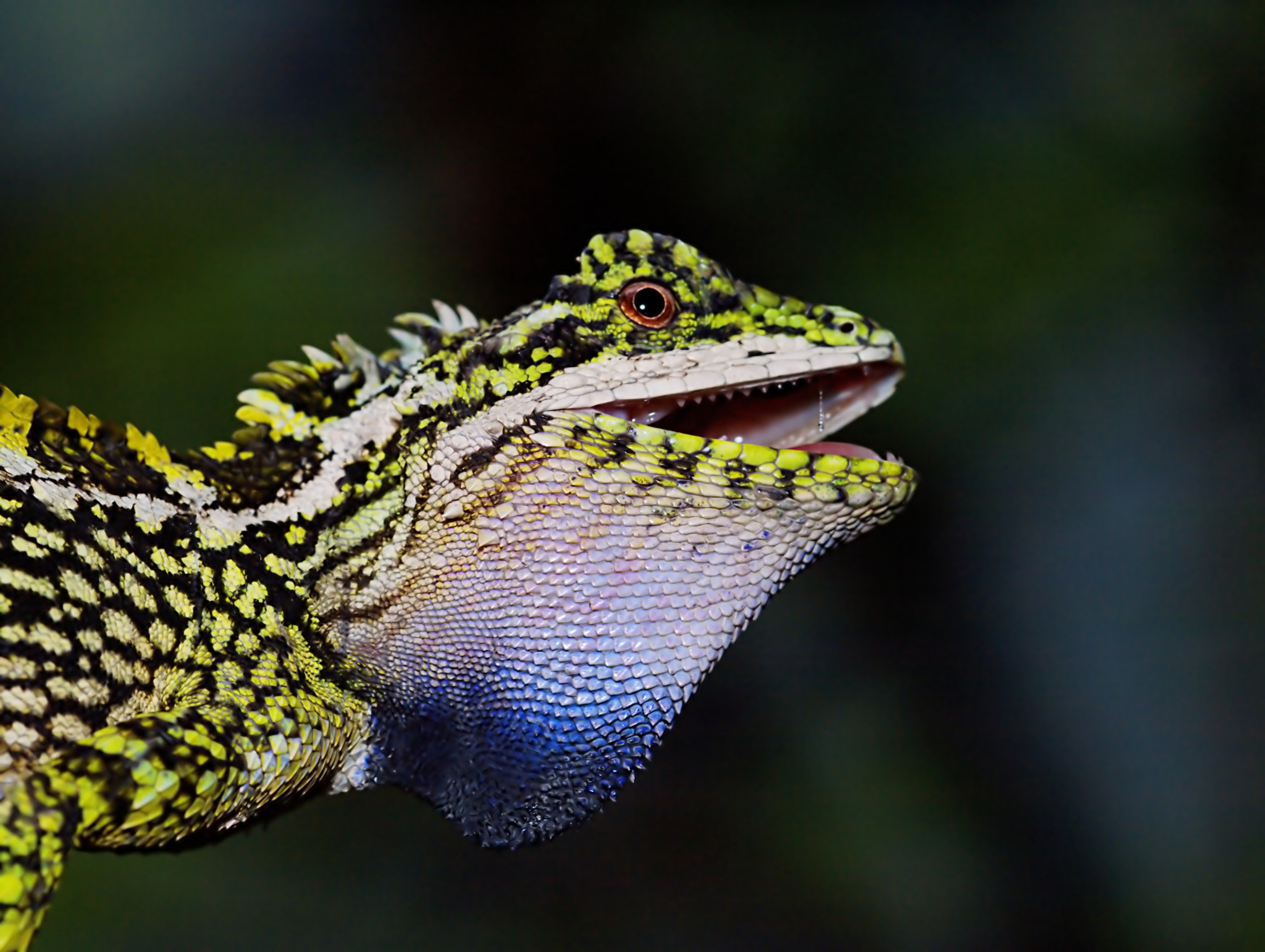
Japalura variegata
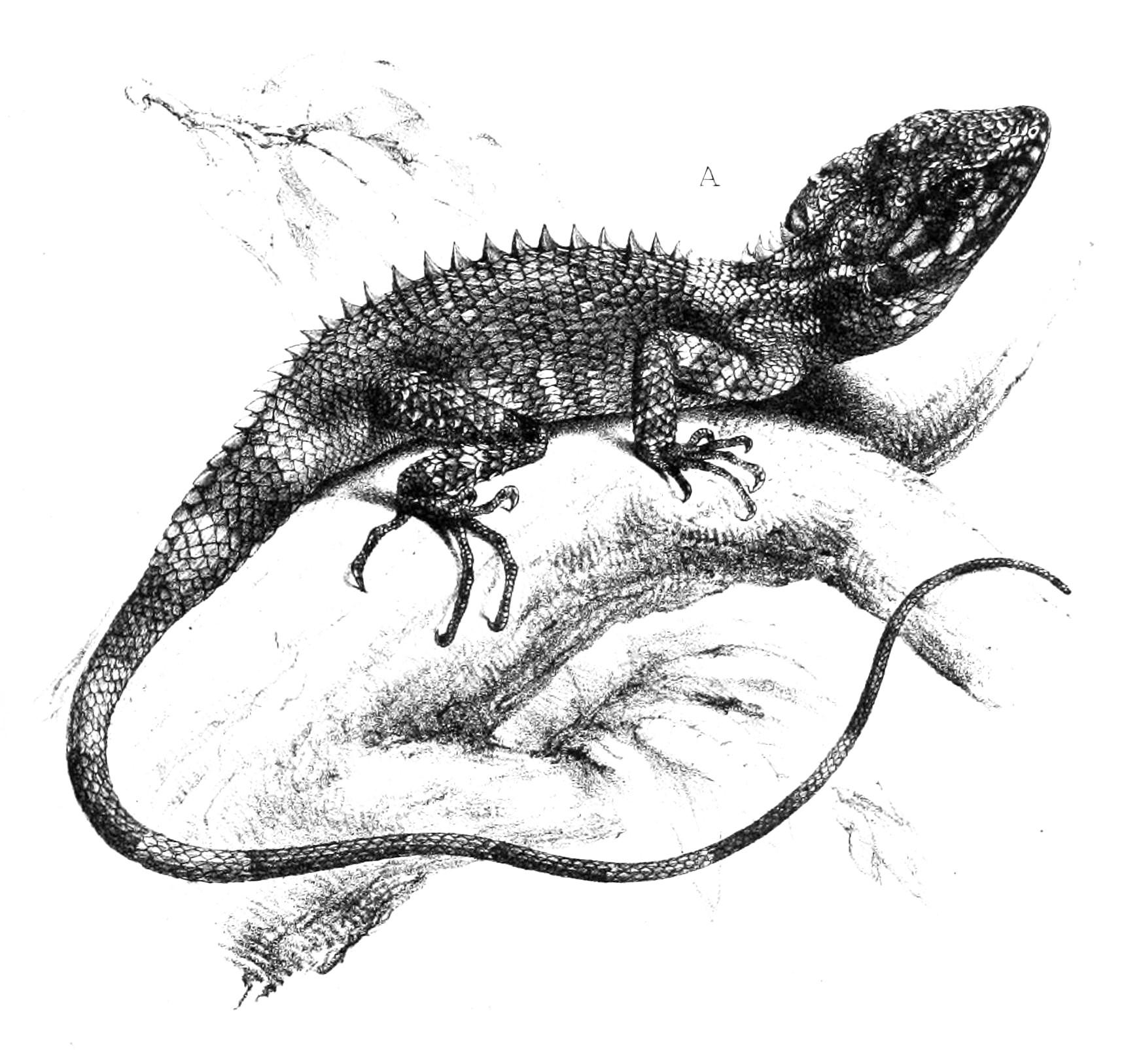
Lophocalotes ludekingi
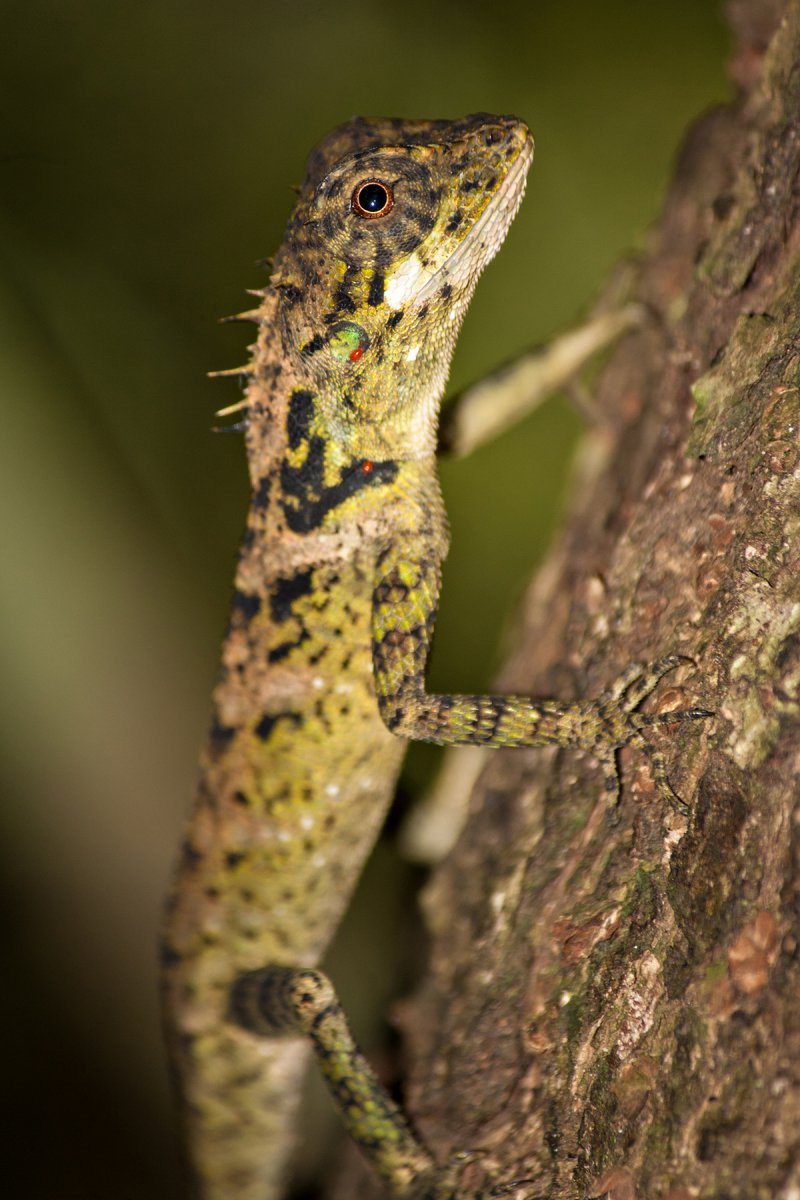
Calotes ellioti
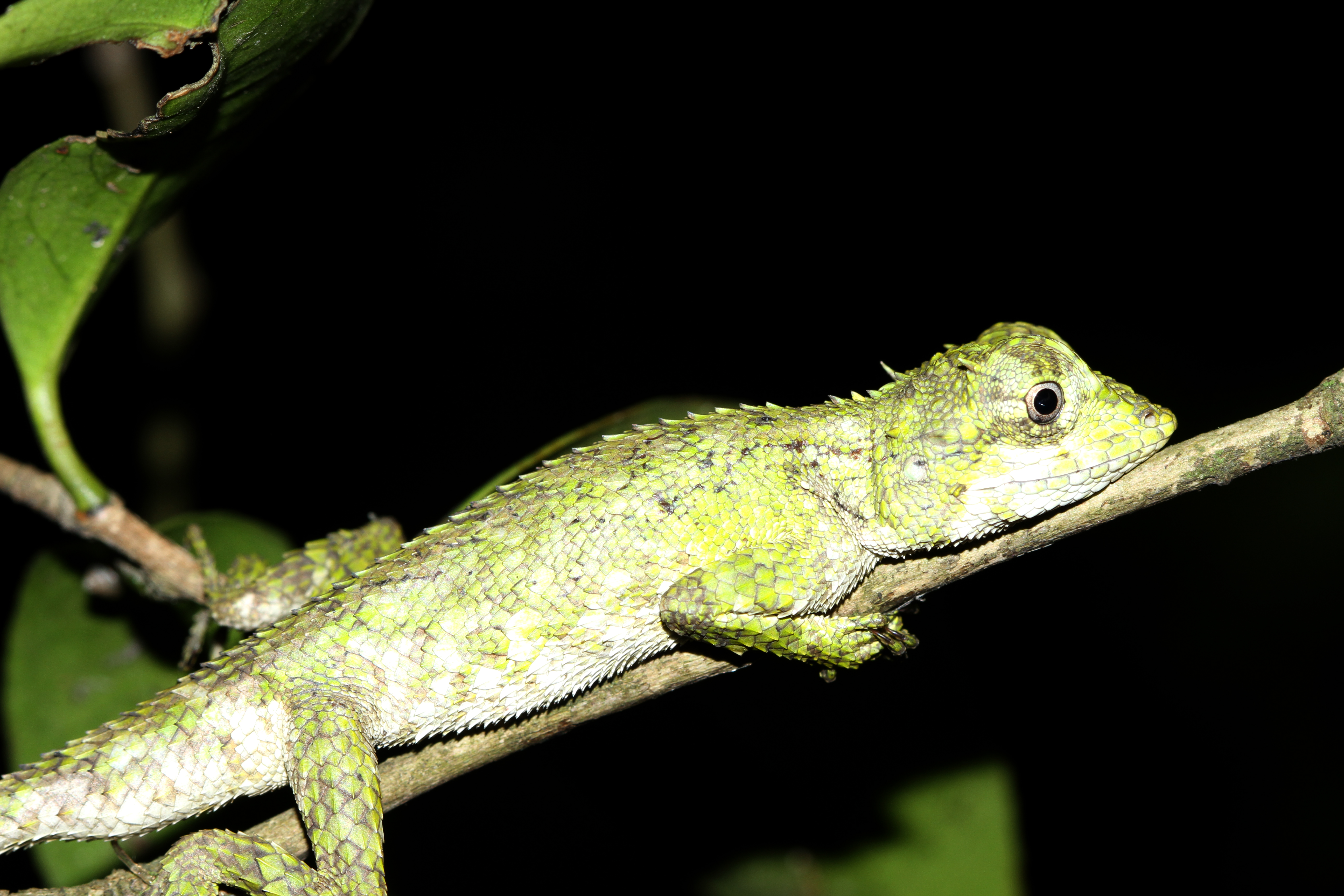
Oriocalotes paulus
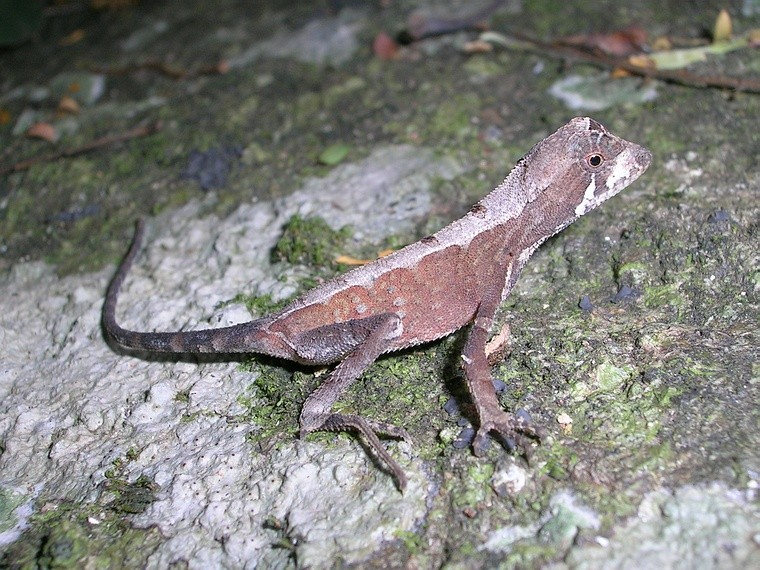
Otocryptis beddomii
Phoxophrys tuberculata
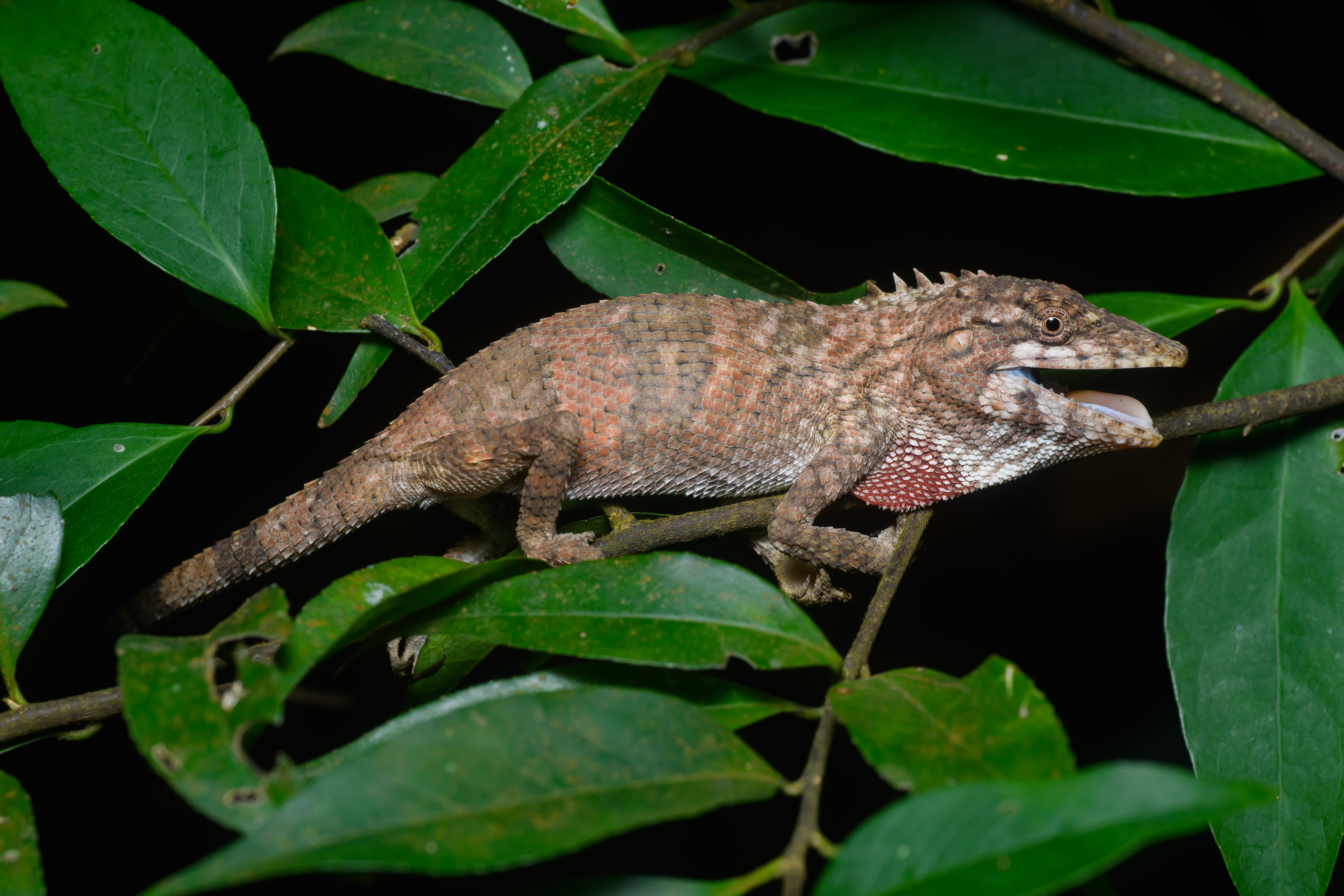
Pseudocalotes floweri
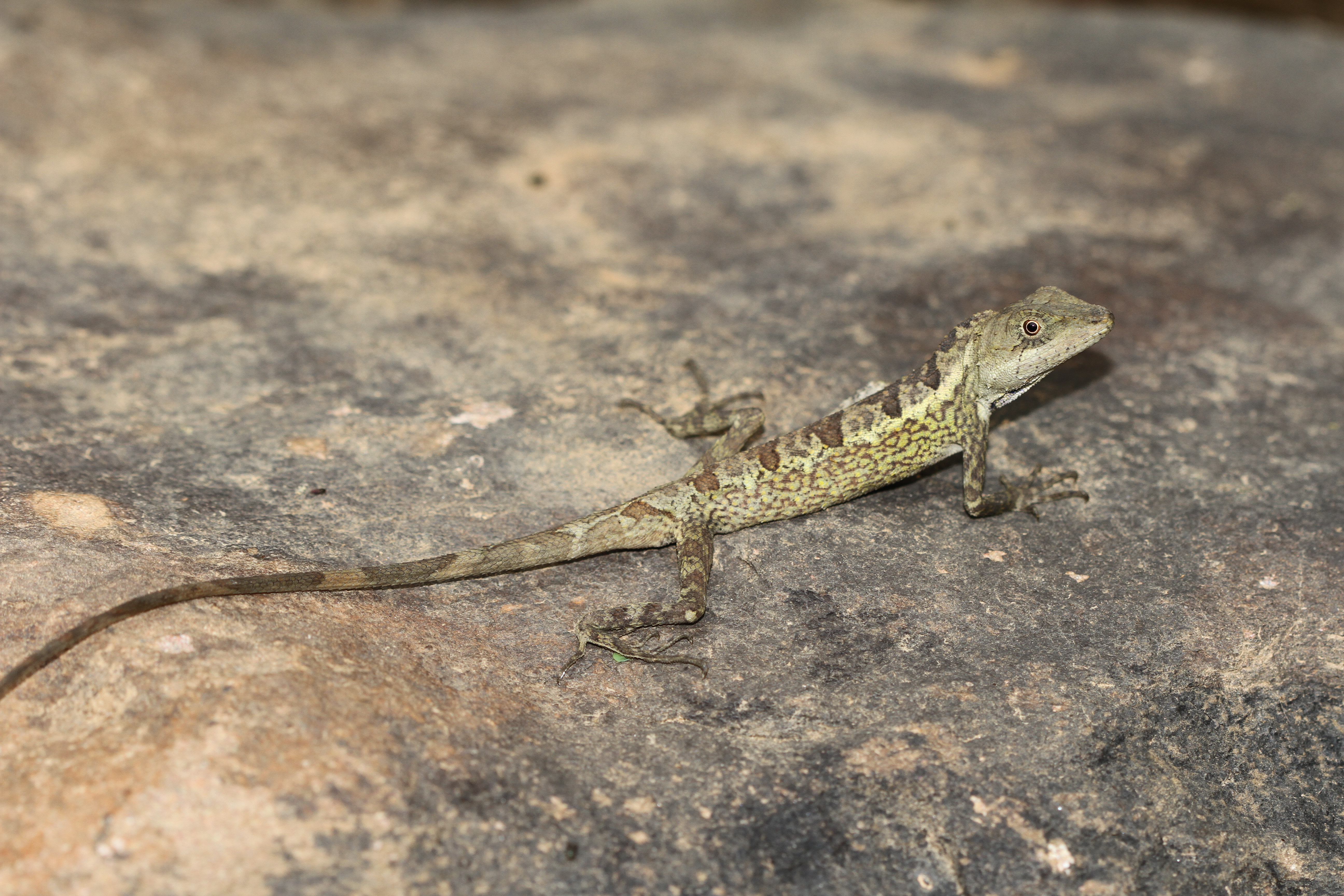
Ptyctolaemus gularis

et le genre fossile
- †Tikiguana Datta & Ray, 2006

## Publication originale
- Fitzinger, 1826 : Neue Classification der Reptilien nach ihren natürlichen Verwandtschaften nebst einer Verwandschafts-Tafel und einem Verzeichnisse der Reptilien-Sammlung des K. K. Zoologischen Museums zu Wien J. G. Heubner, Wien, p. 1-66 (texte intégral).